# Mikkel Bischoff
Mikkel Rufus Mutahi Bischoff (ur. 3 lutego 1982 w Kopenhadze) – duński piłkarz o kenijskich korzeniach występujący na pozycji obrońcy.

## Kariera klubowa
Bischoff zawodową karierę rozpoczynał w klubie Akademisk BK. W pierwszej lidze duńskiej zadebiutował 14 marca 2002 w przegranym 0:1 meczu z FC Midtjylland. W sezonie 2001/2002 rozegrał tam 10 ligowych spotkań.
Latem 2002 roku podpisał kontrakt z angielskim Manchesterem City. Od przyjścia do klubu był tam graczem rezerwowym. W Premier League pierwszy mecz zaliczył 22 września 2002 przeciwko Blackburn Rovers (2:2). Było to jednak jedyne ligowe spotkanie rozegrane przez niego w barwach Manchesteru. W październiku 2004 został na miesiąc wypożyczony do Wolverhampton Wanderers, grającego w Championship. W kwietniu 2005 ponownie na miesiąc wypożyczono go do Wolverhampton. W marcu 2006 został wypożyczony do zespołu Championship - Sheffield Wednesday. Przez miesiąc zagrał tam w czterech ligowych meczach, a potem powrócił do Manchesteru.
W czerwcu 2006 roku podpisał kontrakt z Coventry City. W jego barwach zadebiutował 16 grudnia 2006 w przegranym 0:5 ligowym pojedynku z West Bromwich Albion. W Coventry przez pół roku rozegrał trzy spotkania.
W styczniu 2007 roku powrócił do Danii, gdzie został zawodnikiem Brøndby IF. Pierwszy ligowy występ zanotował tam 18 marca 2007 przeciwko Viborg FF (1:1). Od czasu debiutu Bischoff jest graczem rezerwowym w Brøndby. W 2008 roku zdobył z nim Puchar Danii.

## Kariera reprezentacyjna
W latach 2002-2003 Bischoff rozegrał cztery spotkania w reprezentacji Danii U-21.